# ストーン・ギャレット
グレゴリー・ストーン・ギャレット（Gregory Stone Garrett、1995年11月22日 - ）は、アメリカ合衆国テキサス州シュガーランド出身の元プロ野球選手（外野手）。右投右打。

## 経歴

### プロ入りとマーリンズ傘下時代
2014年のMLBドラフトでマイアミ・マーリンズからドラフト8巡目（全体227位）で指名され、6月7日に契約を結び、プロ入りを果たした。6月20日に傘下ルーキー級ガルフ・コーストリーグ・マーリンズ（GCFマーリンズ）へ配属された。40試合に出場し、打率.236、0本塁打、11打点、35安打、4盗塁を記録した。
2015年は開幕を傘下ルーキー級ガルフ・コーストリーグ・マーリンズで迎え、6月18日に傘下A-級バタビア・マックドッグスへ配属された。8月8日に同年のニューヨーク・ペンリーグ・オールスターゲームに選出され、8月18日に行われた同試合には出場した。8月の月刊MVPに選出された。最終的に58試合に出場し、打率.297、11本塁打、46打点、66安打、8盗塁を記録した。8月28日に60日間の故障者リストに登録された。9月23日にマーリンズのマイナーリーグ最優秀選手賞を受賞した。
2016年は開幕を傘下A-級バタビアで迎え、4月23日に傘下A級グリーンズボロ・グラスホッパーズへ配属された。6月3日にジョシュ・ネイラーのナイフを用いた悪戯により親指を負傷し、6日間の故障者リストに登録された。8月16日に傘下ルーキー級ガルフ・コーストリーグ・マーリンズへ配属された。2球団合計で55試合に出場し、打率.211、6本塁打、16打点、43安打、2盗塁を記録した。オフの11月5日にオーストラリアン・ベースボールリーグに参加し、シドニー・ブルーソックスに所属することになった。39試合に出場し、打率.258、7本塁打、16打点、40安打、7盗塁を記録した。
2017年は傘下A級ジュピター・ハンマーヘッズで94試合に出場し、打率.212、4本塁打、29打点、8盗塁を記録した。
2018年はA級ジュピターで64試合、ルーキー級GCFマーリンズで4試合の計68試合に出場し、2球団合計で打率.248、6本塁打、35打点、14盗塁を記録した。
2019年は傘下AA級ジャクソンビル・ジャンボシュリンプで119試合に出場し、打率.243、14本塁打、63打点、15盗塁を記録した。
2020年は新型コロナウイルスの感染拡大の影響でマイナーリーグが開催されなかったため、公式戦の出場はなかった。オフの11月2日にFAとなった。

### ダイヤモンドバックス時代
マイナーリーグでの活動が制限された2020年からは、一時的に野球界から離れて、かねてから興味を持っていた不動産業界で働き始めた。野球に未練がありつつも新たな世界での仕事を続けていたが、アリゾナ・ダイヤモンドバックスのスカウトから仕事用に作成したLinkedInを通じて連絡があり、2021年3月19日にマイナー契約を結んで野球界に復帰することになった。
2021年は傘下AA級アマリロ・ソッドプードルズで103試合、傘下AAA級リノ・エーシズで2試合の計105試合に出場し、打率.277、25本塁打、81打点、17盗塁を記録した。
2022年は傘下AAA級リノで開幕を迎え、4月のパシフィックコーストリーグ月間MVPを獲得するなど、8月16日までに打率.275、28本塁打、95打点と好成績を残し、8月17日にメジャー契約を結んでアクティブ・ロースター入りした。同日に行われたサンフランシスコ・ジャイアンツ戦に「5番・左翼」でスタメン出場してメジャーデビューを果たした。オフの11月15日にセルジオ・アルカンタラ、ジョーダン・ルプロウ、ケイレブ・スミスと共にDFAとなった。この年メジャーでは、最終的に27試合に出場して4本塁打、10打点、3盗塁を記録した。

### ナショナルズ時代
2022年11月29日にワシントン・ナショナルズと、契約を結んだ。
2023年も同チームに残留。この年は89試合に出場してブレイクの年となった。また、9本塁打、40打点、前年と同じ3盗塁を記録した。
2024年は前年とは一転し、メジャーでの出場機会が激減。わずか2試合の出場に終わり、3安打、1本塁打、3打点と大幅に成績を落とした。
2025年開幕前のスプリングトレーニングに参加したが、オープン戦9試合出場でわずか4安打しか放つことが出来ずに2月27日にカイル・フィネガンの復帰に伴いDFAとなり、3月4日にAAA級ロチェスター・レッドウィングスに降格。開幕はAAA級ロチェスターで迎えた。だが、ここでも15試合の出場でわずか4安打しか放てず、4月29日に自由契約となった。

### キウム時代
2025年6月5日、負傷したルーベン・カーデナスの代替外国人選手として、キウム・ヒーローズと期限付き契約を結んだ。
7月21日、カーデナスの復帰に伴い自由契約選手となった。

## 選手としての特徴
ミート力・長打力・走力・守備力・送球力の能力が全て高い「5ツールプレイヤー」と評されることがある。

## 詳細情報

### 年度別打撃成績
| 年 度    | 球 団    | 試 合 | 打 席 | 打 数 | 得 点 | 安 打 | 二 塁 打 | 三 塁 打 | 本 塁 打 | 塁 打 | 打 点 | 盗 塁 | 盗 塁 死 | 犠 打 | 犠 飛 | 四 球 | 敬 遠 | 死 球 | 三 振 | 併 殺 打 | 打 率 | 出 塁 率 | 長 打 率 | O P S |
| -------- | -------- | ----- | ----- | ----- | ----- | ----- | -------- | -------- | -------- | ----- | ----- | ----- | -------- | ----- | ----- | ----- | ----- | ----- | ----- | -------- | ----- | -------- | -------- | ----- |
| 2022     | ARI      | 27    | 84    | 76    | 13    | 21    | 8        | 0        | 4        | 41    | 10    | 3     | 1        | 0     | 1     | 3     | 0     | 1     | 21    | 1        | .276  | .309     | .540     | .848  |
| 2023     | WSH      | 89    | 271   | 234   | 40    | 63    | 17       | 0        | 9        | 107   | 40    | 3     | 1        | 0     | 5     | 26    | 0     | 3     | 82    | 6        | .269  | .343     | .457     | .800  |
| 2024     | WSH      | 2     | 6     | 5     | 2     | 3     | 1        | 0        | 1        | 7     | 3     | 0     | 0        | 0     | 0     | 1     | 0     | 0     | 0     | 0        | .600  | .667     | 1.400    | 2.067 |
| MLB：3年 | MLB：3年 | 118   | 361   | 315   | 55    | 87    | 26       | 0        | 14       | 155   | 53    | 6     | 2        | 0     | 6     | 30    | 0     | 4     | 109   | 7        | .276  | .341     | .492     | .833  |

- 2024年度シーズン終了時

### 年度別守備成績
| 年 度 | 球 団 | 左翼（LF） | 左翼（LF） | 左翼（LF） | 左翼（LF） | 左翼（LF） | 左翼（LF） | 右翼（RF） | 右翼（RF） | 右翼（RF） | 右翼（RF） | 右翼（RF） | 右翼（RF） |
| 年 度 | 球 団 | 試 合      | 刺 殺      | 補 殺      | 失 策      | 併 殺      | 守 備 率   | 試 合      | 刺 殺      | 補 殺      | 失 策      | 併 殺      | 守 備 率   |
| ----- | ----- | ---------- | ---------- | ---------- | ---------- | ---------- | ---------- | ---------- | ---------- | ---------- | ---------- | ---------- | ---------- |
| 2022  | ARI   | 13         | 15         | 0          | 0          | 0          | 1.000      | -          | -          | -          | -          | -          | -          |
| 2023  | WSH   | 77         | 104        | 3          | 1          | 0          | .991       | 12         | 10         | 0          | 1          | 0          | .909       |
| MLB   | MLB   | 90         | 119        | 3          | 1          | 0          | .992       | 12         | 10         | 0          | 1          | 0          | .909       |

- 2023年度シーズン終了時

### 表彰
MiLB
- マイアミ・マーリンズ球団マイナーリーグ最優秀選手賞 1回：2015年

### 背番号
- 46（2022年）
- 36（2023年 - 2024年）
- 26（2025年）

### 記録
MiLB
- ニューヨーク・ペンリーグ・オールスターゲーム選出 1回：2015年